# ミノルクリス
ミノルクリス滝沢（Minoru Chris Takizawa、本名：滝沢 稔（たきざわ みのる）、1972年3月28日 - ）は、日本のラジオパーソナリティ。
モータージャーナリスト、 講演家の顔も持つ。
愛称はクリス、ミノクリさん、みのさん、クっさんなど。

## 略歴
長野県下水内郡栄村出身。長野県飯山北高等学校卒（現飯山高校）。高崎経済大学卒業後の1995年、エフエムラジオ新潟 (FM-NIIGATA)にアナウンサーとして入社。後に退社して渡米。タッキーの愛称で親しまれた。現在は個人事務所でフリーとして活動している。
2001年にFM-NIIGATAを退社し、ハワイにアロハスプリングという観光系の企業を設立する。しかし、アメリカ同時多発テロ事件の影響で計画は頓挫、親類の伝手を頼りに長野県内の貿易系の企業で勤める。その後2002年にロサンゼルスに野菜卸の企業を設立、渡米し2009年までCEO(代表取締役社長)として経営、実務に携わる実業家でもあった。
ロサンゼルス・ハリウッド・サンタモニカの人気シェフらと非常に仲が良く、彼らの支持を得て超高級レストランに食材を提供していた。ある晩彼が売ったワサビをはじめとする食材をスティーヴン・スピルバーグ、ジョージ・ルーカス、クエンティン・タランティーノがロデオドライブにある超高級寿司店で同じカウンターで食べたそうである。もしその店が爆発でもしたら世界の映画産業は終わっていたかもしれないとラジオのネタにしている。本人曰くハリウッドのフレンチをはじめとする超高級レストランの8割は顧客として獲得していた。映画『プリティ・ウーマン』の舞台ビバリー・ウィルシャー・ホテルの高級レストラン「THE BLVD」らも顧客であった。
2009年4月からFM-NIIGATAにパーソナリティとして復帰。同時に現在のマイクネームを自ら襲名した。

## 人物
- 音楽は聴くだけでなく演奏するのも好み、ギターを趣味としている[1]。また寸暇を見つけては、愛車トヨタ・ランドクルーザー（100系）のチューンアップにも余念がない。
- ザ・ローリング・ストーンズのキース・リチャーズの影響で１０歳からエレキギターを始める。ギタリストになろうと1日7時間練習していた時期があり、中学、高校とバンド活動に明け暮れる。当時の憧れのギターヒーローは、RATTのウォーレン・デ・マルティーニ、ザ・ストリート・スライダーズの蘭丸だった。大学ではクラブミュージックにはまる。社会人になって一時バンド活動を再開した時期もあり、Gt.Vo.を担当。年に数回のライブではZ-1やJUNK BOXなどで毎回200人ほど動員したが全て身内の友人でそのまま大人数で居酒屋に直行し打上げのためにライブをしていたと番組で話していた。
- 日本海間瀬サーキットで『ホンダ・CBR250R DREAM CUP』にオートバイのレーサーとして参戦。ベストタイムは公式で1分12秒台と努力を惜しまず練習したおかげで速さとライディングテクニックはプロも認めるほどで何度か表彰台にものっているが、巻き込まれてのクラッシュも度々。予選は単独アタックを好みスリップストリームなしでも何度もポールポジションをとっている。現在は耐久レースに参戦中である。真夏の間瀬4時間耐久レースではチームミノルクリス宇賀神・関根・クリス組で出場し3連覇3年連続優勝という記録を持つ。オートバイレーサー憧れの青木宣篤・青木拓磨・青木治親とコーチを通じて親交が深い。
- 初めて購入した車はトヨタ・スープラ（A70 3000GTリミテッド）。その後もさまざまな車を乗り継ぎ、ロサンゼルス時代はランドローバー・ディスカバリー、トヨタ・プリウス、クライスラー・300C 、帰国後は父親から借りた5万円で購入したというスバル・レガシィ、BMW X5、フォルクスワーゲン・CC、レンジローバー、MG・MGB、ポルシェ・911(993カレラ)などを所有していた。
- ファッションではパタゴニアやグラミチをこよなく愛する。アナウンサー時代はコンタクトレンズと眼鏡を併用していたが、現在は度入りのサングラスを多数愛用している。
- 番組内で、関根美紀にたいして「愛してます」と言ったところ、「私は、愛していません」と返された。
- ラジオリスナーからは時折「みのさん」と呼ばれるが、「みのさんって呼ぶのやめてもらっていいですか」と返すのがお決まりとなっている。
- 実家はコンビニエンスストアを営んでいる。
- 親父ギャグでしょっちゅうスベるのだが、これは本人曰くトークのドリフトというテクニックらしい。
- アンクルパンツを購入する際、丈が長く店員に短い物はないか尋ねたところ、「これ以上短い物だとハーフパンツになります」と言われてしまい、これをラジオでネタにした。以降、ミノルクリスの自虐定番ネタとなっている。
- 脚の短さについて、PLAYERS内で、かつて水泳の経験があり上半身の成長に下半身の成長が追いついていないだけだと述べている。
- 長らくジーンズを履いているが、2019年は暑さに負けて短パンを履く事が増えてきた。特にパタゴニアのバギーズショーツ（海水パンツと両用で下着を履く必要がなく、丈が一般的なハーフパンツよりもかなり短い）をいたく気に入り、PLAYERSの生放送中も酒井春奈に気づかれることなくノーパンで過ごしたこともある。
- ラジオDJとしてだけでなくクラブDJとしての一面も持ち、かつての『FIGUEROA NIGHT』や現在でも『FIGUEROA MIDNIGHT DANCE GROOVE』でもDJとして活躍。SPA SONICなど野外フェスにも出演した。DJはタッキー時代から行なっており数々のDISCOイベントをメインDJとして盛り上げた。2001年には新潟フェイズで伝説の動員1,000人オーバーを記録している。現在DJイベントではdjminoruchrisと表記していることが多い。
- 2023年7月現在、香水はイヴ・サンローランのリブレ アンタンスを愛用している。かつてはシャネルのアンテウスやジョーマローンのミッドナイトブラックティーを使用していた他、2019年夏頃はFM NIIGATAパーソナリティの西條詩菜に影響されてレイヤードフレグランス ボディスプレー ホワイトムスクを使用していた。
- 朝日酒造が協賛しFM-NIIGATAが主催するランニングクラブ「チーム朝日山」の監督を２０１２年から１０年以上歴任。延べ1,000人以上のメンバーを送り出している。新潟シティマラソンに出場している。ミノルクリス監督本人は元陸上部だが実は短距離ランナーだった。
- 高校１年の時、３年生の一番怖い先輩の家に呼び出された。覚悟を決めて不良のたまり場の一番奥に行くと学園祭でハウンドドッグやるから、ギターを弾けと言われ無理やり加入。同じバンドに入れられたキーボード担当の２年生が、SOFT BALLETの藤井麻輝の弟さんだったことをあとで知る。ちなみに卒業式の後、教室で卒業ライブをした時、同じバンドで１曲だけドラムをたたいたのが、ノーナ・リーヴス、佐野元春＆THE COYOTE BANDのドラムス小松シゲルであった。
- 高校のクラスメートに1998年長野・2002年ソルトレイクシティオリンピックノルディック・コンバインド日本代表の森敏がいる。
- スキー大回転の草レースに何度か参戦している。スピードマスターの大会で優勝経験がある。スキーヤー伊東秀人と親交がある。
- 時計ブランド「TAG Heuer（タグ・ホイヤー）」のアンバサダー、スキーブランド「FISCHER（フィッシャー）」のアンバサダーなどを歴任。本人の親しみやすく且つ高級感のあるイメージから地方在住のタレントとしては異例のハイブランドのアンバサダー（大使）をつとめている点にも注目。彼が紹介するととにかく売れるらしい。
- Youtuberとしてもチャンネルを持ち活躍中で、主にキャンプ動画やVlogを投稿している。「ミノクリちゃんねる」、「ミノルクリスの天狐ラジオ」、「ミノクリゲームス」。

## 出演番組

### 現在
- SOUND SPLASH（エフエムラジオ新潟、水曜-木曜　16:00-18:55）
- From Athlete!(JFN各局、基本放送時間: 土曜 6:00-8:55)
- にいがた2kmラジオ（エフエムラジオ新潟、火曜 12:00 - 12:55）

### 過去
- FM HEAD LINE
- LOTS THE ROCK
- Club Snow Jam（Winter Season Program）
- Nice Town にいがた
- FIGUEROA（月 - 木曜 13:30 - 15:55）
- FIGUEROA MIDNIGHT（日曜 0:00 - 1:55）
- FIGUEROA NIGHT（月曜 19:00 - 20:30）
- 長岡ひとまちアオーレ+1～アオラジ～（土曜 11:00 - 11:55）
- 奥野敦士ONE MORE TRY!!（エフエム群馬）
- PLAYER’S（エフエムラジオ新潟、水曜 13:30-15:55）

ほか

## 過去の出演映画
- F (エフ)
- RED(レッド)